# Nová Harfa

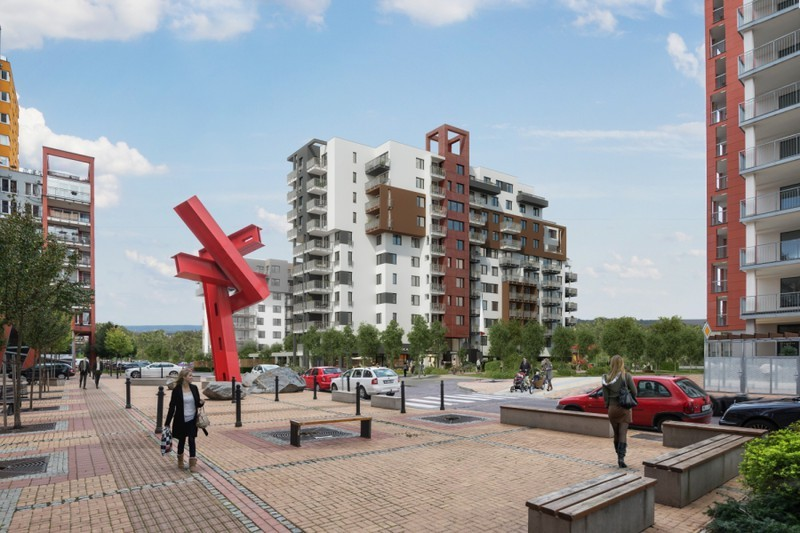
Náměstí ve vnitrobloku bytového projektu

Nová Harfa (nově Harfa Park) je bytový projekt ve východní části Vysočan v Praze 9. V rámci výstavby vzniká 2000 nových bytů. Historicky šlo o největší obytný soubor v Praze po roce 1989.[zdroj⁠?!]

## Popis obytného souboru
Nové Vysočany jsou vymezeny ulicemi Kolbenova, Freyova, Poděbradská a Kbelská. V posledních deseti letech se dříve převážně průmyslová čtvrť změnila v místo rezidenční výstavby. Proměnou své podoby se přibližují Smíchovu či Karlínu a dalším pražským čtvrtím, které za posledních několik let prošly rozsáhlou modernizací. V Nových Vysočanech postupně vznikají nové obchody, služby a infrastruktura. Příkladem je rekonstruované nádraží Libeň, obchodní dům Galerie Fénix, O2 arena a množství nových administrativních i rezidenčních projektů. Součástí revitalizace celého území byla i výstavba nové cyklostezky Rokytka v trase zrušené železniční vlečky podél říčky Rokytky, kde vznikly nové odpočinkové a relaxační zóny. 
V rámci proměny Vysočan zde byla roku 2005 zahájena výstavba urbanistického souboru Nová Harfa. Developerem projektu je společnost FINEP HOLDING, SE. Projekt zpracovala architektonická kancelář AHK Architekti. 
První velká fáze výstavby byla postavena v letech 2005–2008 a je lemována ulicemi Poděbradská, Podkovářská, Pod Harfou a Kabešova. Vzniklo v ní celkem 1484 bytů, které byly rozděleny do tří etap: Nová Harfa I (700 bytů), Nová Harfa II (391 bytů), Nová Harfa III (393 bytů). 
V roce 2009 byla zahájena druhá velká fáze projektu (Harfa Park), která se nachází severně od ulice Pod Harfou a ve své jižní části navazuje na první fáze výstavby projektu Nová Harfa. V letech 2009–2015 byly dokončeny další dvě etapy projektu – Harfa Park IV (100 bytů)[kde?] a Harfa Park V (130) bytů.[kde?] V květnu 2015 byla ve fázi výstavby šestá etapa projektu.[kde?] V roce 2017 zde FINEP otevřel dětské hřiště a městský park Podkovářská (zdroj: https://www.ententyky.cz/parky/park-podkovarska) . Součástí parku je i klub EDU BUBO KLUB. http://www.edububoklub.cz/ V roce 2020 se FINEP do lokality vrátil a prodával zde nově další dvě etapy s čísly VII a VIII v osobním i družstevním vlastnictví. zdroj https://www.finep.cz/cs/nove-byty-v-osobnim-vlastnictvi-na-harfe-prave-v-prodeji

## Galerie

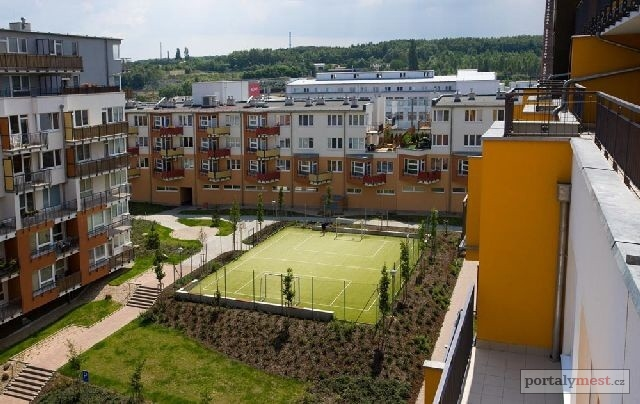
Nová Harfa I
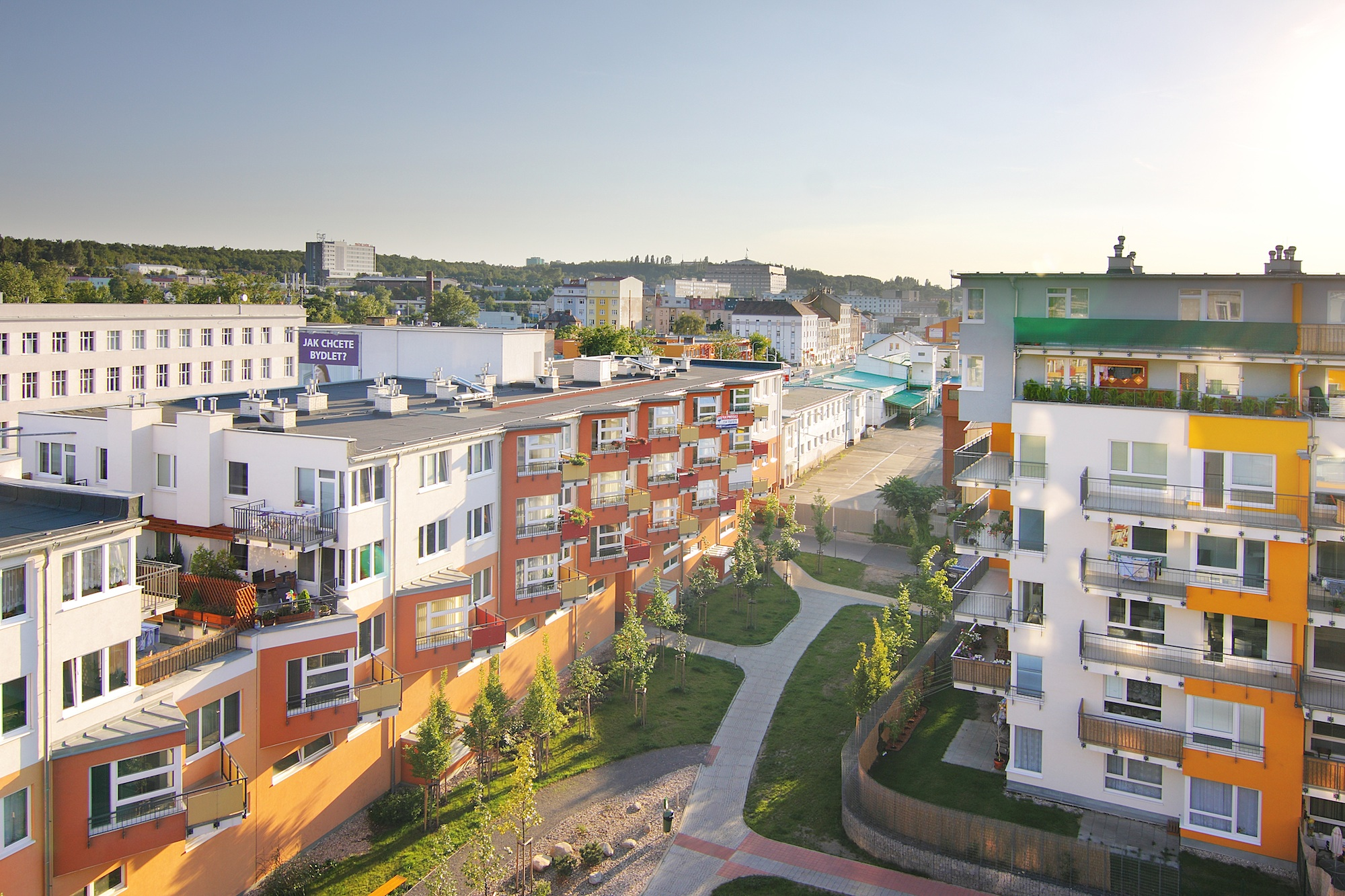
Nová Harfa II
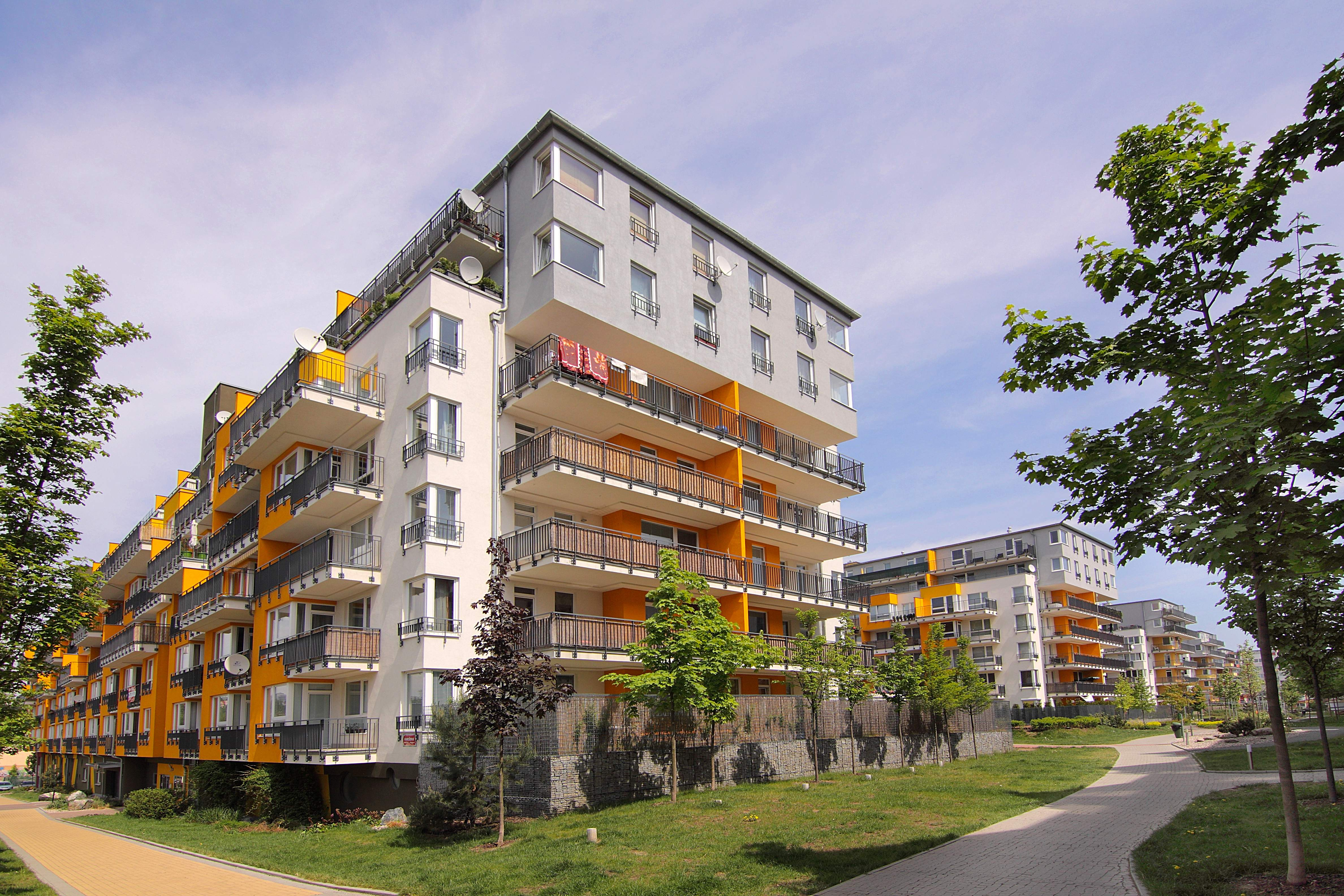
Nová Harfa III
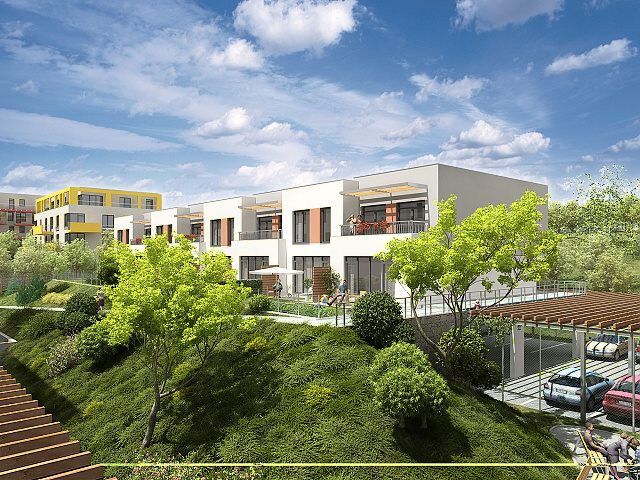
Nová Harfa IV
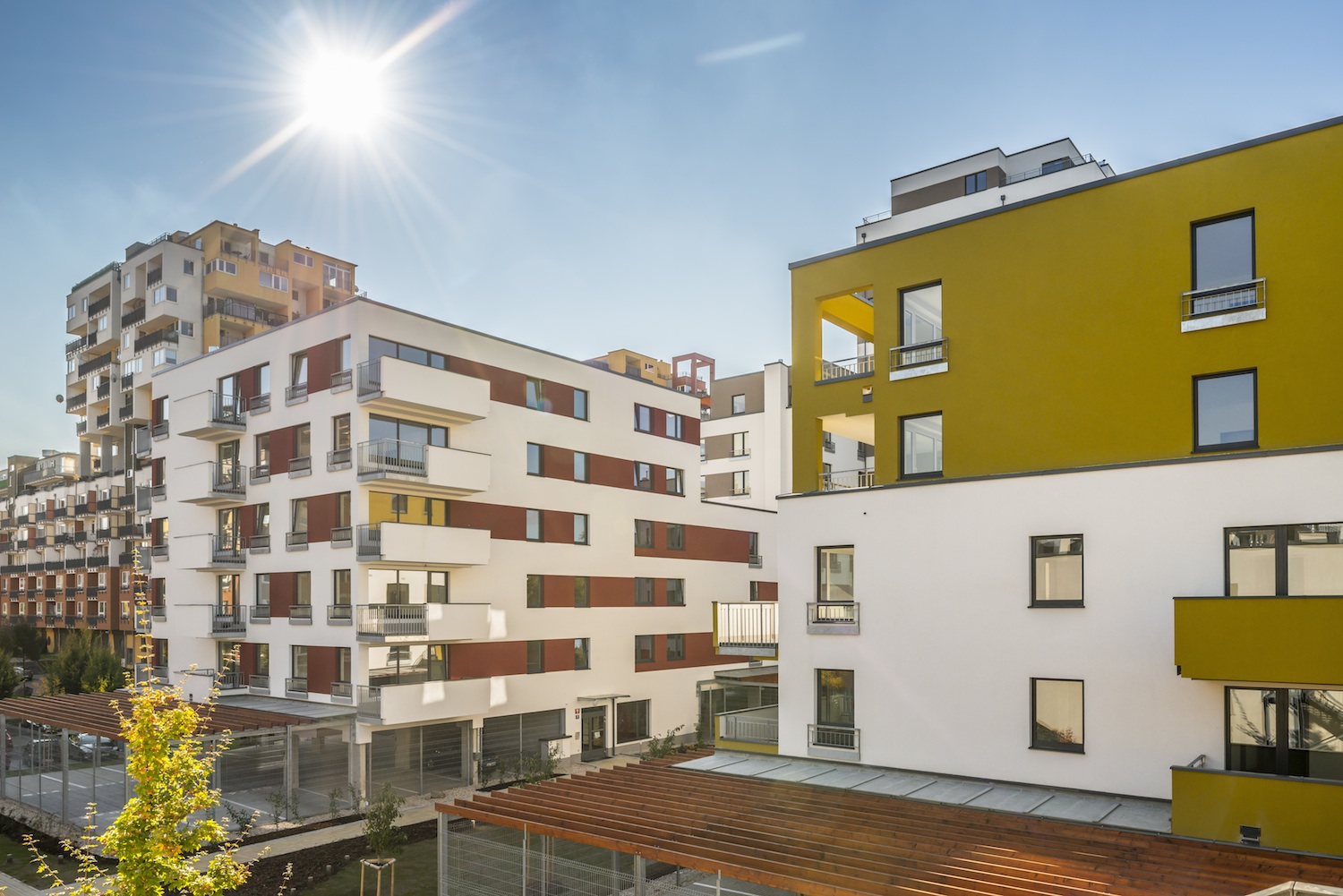
Nová Harfa V